# Pekinger Bailin-Tempel

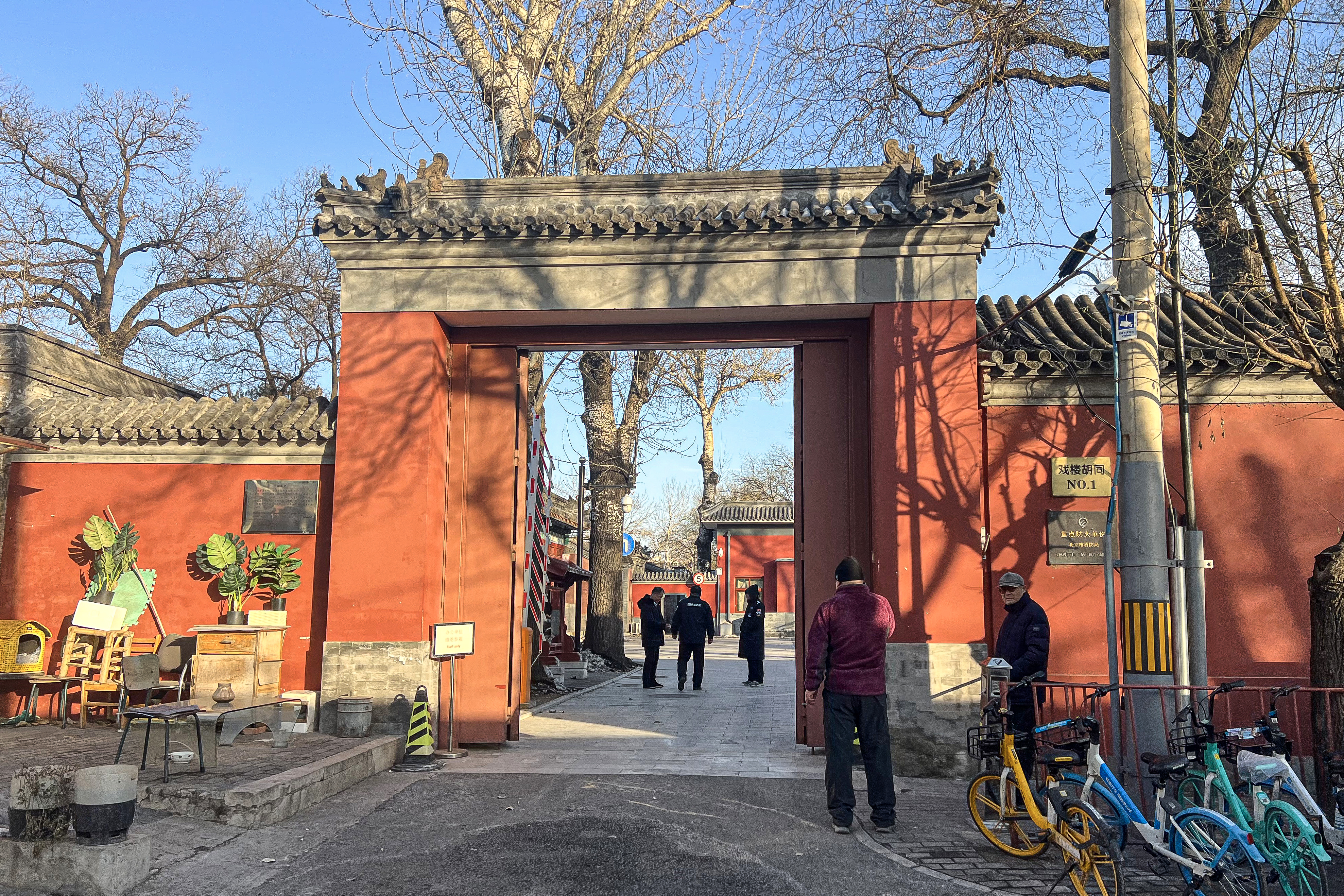
Pekinger Bailin-Tempel (2024)

Der Bailin-Tempel (柏林寺,  Bǎilín sì) bzw. der Pekinger Bailin-Tempel (北京柏林寺,  Beijing Bailin si) ist ein berühmter buddhistischer Tempel im Pekinger Stadtbezirk Dongcheng östlich des Yonghe-Tempels (Yonghe gong) in der Straße Xilou Hutong. Er wurde im 7. Jahr der Yuanzhi-Ära (1347) in der Zeit der Mongolen-Dynastie erbaut und später in der Zeit der Ming-Dynastie und zweimal in der Qing-Dynastie restauriert.  
Der Bailin-Tempel steht seit 2006 auf der Liste der Denkmäler der Volksrepublik China (6-311).
Koordinaten: 39° 56′ 41″ N, 116° 24′ 49″ O